# باز أصهب الفخذ
باز أصهب الفخذ أو العَقْصِيّ أو البَيْدَق (الاسم العلمي: Accipiter striatus) هو نوع من جنس باز. طوله نحو 35 سم. ثوبه ثوب الطوط يعلوه مواج حنطي شديد اللمعة. خلقه كخلق رفاقة من البواشق وهو من القواطع التي تجوب البلاد أسراباً كثيرة العدد. قوته العصافير والعظاء والفأر والجرذان والحيات.